# Louis Aigoin
Marie Charles Louis Aigoin, né le 14 juin 1817 à Paris, où il est mort le 2 juillet 1908, est un écrivain, poète et érudit français.

## Biographie
Il est le petit-fils, par sa mère, du compositeur François-Adrien Boieldieu. Après des études secondaires, il est reçu à la licence de la faculté de Droit de Paris. Il entre dans l'administration des Enregistrements et des Domaines en 1836. Il finit sa carrière en 1884 comme conservateur des Hypothèques de Pontoise. Il se consacre alors aux études d'histoire locales et à la poésie. Il a été président du conseil d'administration de la Crêche Sainte-Émilie de Pontoise, président de la société philotecnique et administrateur de la Société historique du Vexin ainsi que de la Société historique d'Auteuil et de Passy.

## Publications
- Discussion relative au dicton de Pontoise, 1884
- Rêverie et réalité, poésies, 1886
- Réalités de la vie, pensées, 1895
- Notice sur Félix Arvers', brochure, 1897
- Le Mystère du sonnet d'Arvers, brochure, 1898
- L'Ange de la charité, légende symbolique, 1899
- Fondation de la colonie du Raincy, 1907